# Torben Mark Pedersen
Torben Mark Pedersen (født 1960 i København) er en dansk økonom. Han var stifter af og formand for partiet Liberalisterne (2005-2008). 
Torben Mark Pedersen er uddannet som cand. polit. fra Københavns Universitet, hvor han også har et bifag (exam. art.) i samfundsfag og forvaltning samt en ph.d.-grad i økonomi. Han har studeret økonomi ved Harvard og University of Chicago. Torben Mark Pedersen har tidligere været ansat som økonom i Det Økonomiske Råds Sekretariat, i Økonomiministeriet under Marianne Jelved, i Økonomi- og Erhvervsministeriet under Bendt Bendtsen, Danske Bank og senest i Dansk Erhverv.
Torben Mark Pedersen er medlem Trykkefrihedsselskabets bestyrelse og redaktør af Libertas. Han var tidligere medlem af Liberal Alliance, men blev ekskluderet i november 2013 sammen med fem andre medlemmer på grund af "partiskadelig virksomhed".